# Санта-Марія-де-Галегуш
Санта-Марія-де-Галегуш (порт. Santa Maria de Galegos; МФА: [ˈsɐ̃.tɐ mɐ.ˈɾi.ɐ dɨ gɐ.ˈɫe.guʃ]) — парафія в Португалії, у муніципалітеті Барселуш. Розташована в північно-західній частині країни, на теренах історичної португальської провінції Дору-Міню. Входить до складу округу Брага. За адміністративним поділом, чинним до 1976 року, терени парафії були складовою провінції Міню. Належить до Бразької архідіоцезії Католицької церкви. Патрон — Діва Марія. Площа — 4,5882 км². Населення — 2987 ос. (2011). Середньо урбанізований регіон. Густота населення — 651,02 осіб/км²
. Код — 030268.

## Назва
- Галегуш (Санта-Марія) (порт. Galegos (Santa Maria)) — офіційна назва[5].

## Населення
| Кількість мешканців | Кількість мешканців | Кількість мешканців | Кількість мешканців | Кількість мешканців | Кількість мешканців | Кількість мешканців | Кількість мешканців | Кількість мешканців | Кількість мешканців | Кількість мешканців | Кількість мешканців | Кількість мешканців | Кількість мешканців | Кількість мешканців |
| ------------------- | ------------------- | ------------------- | ------------------- | ------------------- | ------------------- | ------------------- | ------------------- | ------------------- | ------------------- | ------------------- | ------------------- | ------------------- | ------------------- | ------------------- |
| 1864                | 1878                | 1890                | 1900                | 1911                | 1920                | 1930                | 1940                | 1950                | 1960                | 1970                | 1981                | 1991                | 2001                | 2011                |
| 636                 | 613                 | 659                 | 652                 | 738                 | 735                 | 824                 | 1 107               | 1 259               | 1 555               | 1 932               | 2 242               | 2 539               | 3 081               | 2 987               |